# 東辰徳
東辰徳（あずま　たつのり、1952年 -2012年 ）は、沖縄県出身の沖縄在住の空手家であり、沖縄小林流空手振興会沖縄本部の館長である。範士九段であるが没後、沖縄小林流空手振興会の理事会の段級審査会より、名誉範士十段位を授与される。

## 来歴
幼少の頃より知花朝信に師事し知花三原道場で修業をする。当時の知花の門下生は名嘉真朝増、比嘉佑直（究道館）、宮平勝也（志道館）、島袋勝之、仲里周五郎（小林館）達であり、現在の沖縄空手の重鎮である。
知花の没後は名嘉真朝増に師事し、師の没後、島袋勝之に師事し空手の手ほどきを受ける。20歳の頃に最後の泊手の使い手、辺名山爺の指導も受けている。
1985年に喜久川政信と共に沖縄小林流空手振興会を設立し、沖縄本部館長に就任する。2000年より2012年まで、毎年カナダBC州のビクトリアで沖縄空手の空手の指導、講習会を催す。
彼の拳はよく鍛え上げられ、自由組み手では突きに来る相手の拳を拳で突くことで返り討つ技術を特技としていた。